# Rue Chappet
La rue Chappet est une voie du quartier des pentes de la Croix-Rousse dans le 1er arrondissement de Lyon, en France.

## Situation et accès
Elle débute rue Imbert-Colomès et se termine rue des Tables-Claudiennes. La circulation se fait dans le sens inverse de la numérotation avec un stationnement d'un seul côté. 

## Origine du nom
Le nom de la rue est donné en l'honneur de Pierre-Bonaventure Chappet (1715-1794) né et mort à Lyon. Membre des pénitents de la croix et un des fondateurs de la congrégation des Messieurs de Lyon, il consacre sa vie à aider, soigner et visiter les prisonniers et les malheureux.

## Histoire
La rue est ouverte en 1830et le nom de la voie est donné le 28 mai 1824 par délibération du conseil municipal.